# Continental-Hochhaus
Il Continental-Hochhaus (letteralmente: "grattacielo Continental") è un complesso edilizio per uffici nella città di Hannover. Quando fu inaugurato nel 1953, era il grattacielo più alto della Germania occidentale e la sede della Continental AG. 

## Storia
Il complesso fu costruito dal 1952 al 1953 su progetto di Ernst Zinsser e Werner Dierschke come sede della società Continental.
Al momento della costruzione era l'edificio più alto fra quelli costruiti nella Germania Federale nel dopoguerra; esso contribuì a disegnare una nuova immagine urbana per la città di Hannover, anche grazie alla sua posizione urbanistica dominante, lungo il nuovo asse di penetrazione del Bremer Damm.
Nel 1995 l'edificio venne restaurato con la ripulitura delle facciate; oggi gli spazi ospitano uffici e dipartimenti dell'Università di Hannover.

## Caratteristiche
Il complesso consta di due edifici di diversa altezza, disposti a baionetta e collegati da un corpo basso trasversale: lungo il filo stradale si trova un'ala di cinque piani, e arretrato l'edificio alto, di quindici piani.
La struttura portante è in parte in calcestruzzo armato e in parte in acciaio; le facciate, disegnate secondo uno schema ortogonale rispondente al gusto dell'epoca, sono rivestite in pietra naturale e artificiale, e in piastrelle di ceramica.